# Младежко движение за права и свободи
Младежкото движение за права и свободи е единна младежка организация на ДПС с централизирано ръководство.

## История
В края на 1997 г. и началото на 1998 г. група млади ентусиасти, сътрудници към централата на ДПС, получават мисията да обиколят страната и да обхванат съществуващите към момента студентски и младежки структури и да инициират създаването на нови там, където има подходящи условия. В резултат на изпълнението на тази задача се стига до провеждането, през 1998 г. в гр. Шумен, на Първата (Учредителна) Национална конференция на младежите в ДПС, на която се учредява Съюзът на Академичните и младежки дружества в ДПС (САМД в ДПС). Приема се Правилник и се избира централно ръководство на САМД в ДПС с председател Мустафа Карадайъ.
През 2004 г. МДПС е приета за пълноправен член на Европейската Либерална Младеж – LYMEC. В края на 2005 г. МДПС е приета за пълноправен член на най-голямата Международна Младежка Либерална Формация – IFLRY, като в същото време се определя за един от основните младежки либерални фактори не само в България, но и на международно равнище. През 2006 г. за председател бе избран Корман Исмаилов. Както той, така и цялото централно ръководство на МДПС си поставят нелеката задача, младежите на ДПС да бъдат все по активни участници, както в политическия живот на ДПС, така и в цялостния политико – обществен живот на страната.
През 2009 г. за председател на Младежко ДПС бе избран Джейхан Ибрямов, който обнови изцяло състава на ЦОС. Под негово ръководство младежката организация доказа висотата на постигнатите до момента позиции и затвърди значимата си роля за развитието на ДПС.
През 2010 г. Младежко ДПС става пълноправен член на Националния пладежки форум. На 10 септември 2017 г. Младежко ДПС прекратява членството си във форума, поради несъгласие с политиката, водена от ръководството и приемането на младежката организация на ВМРО като пълноправен член.
На 17 ноември 2012 година се проведе VI Национална конференция на Младежко ДПС. Нейните делегати избраха Илхан Кючюк за председател с пълно мнозинство. Той изрази своята увереност, че младежите на ДПС са образовани, компетентни, подготвени и направи заявка, че те ще бъдат гарант за визията за успех на ДПС.
На 2 април 2016 година се проведе VII Национална конференция на Младежко ДПС, на която делегатите препотвърдиха с пълно мнозинство лидерството на Илхан Кючюк. Националната конференция излезе с важни решения да се работи за устойчивост, укрепване и разширяване. Мотото на конференцията бе „Бъдещето – това сме ние“.

## Структура

### Организационна структура:
- Председател на МДПС
- Младежки национален съвет
- Централен оперативен съвет
- Младежка Областна организация
- Младежка Общинска организация
- Академично дружество към МДПС
- Младежка местна организация.

## Цели на МДПС
· Насърчаване на икономическата активност и кариерното развитие на младите хора.
- Подобряване на здравословния начин на живот.
- Повишаване на гражданската и политическата активност.
- Развитие на междукултурния диалог.
- Насърчаване на ролята на младите хора в превенцията с престъпността, злоупотребата с наркотични и други опасни за здравето вещества.

## Международна дейност

### Член на:
1. Международна федерация на либералната младеж – IFLRY
2. Европейска либерална младеж – LYMEC
3. Балканска либерална младеж – ISEEL